# نوزومی ساساکی (صداپیشه)
نوزومی ساساکی (انگلیسی: Nozomi Sasaki; ۱۹ فوریهٔ ۱۹۸۳ –) صداپیشه اهل ژاپن بود. وی از سال ۲۰۰۶ میلادی تاکنون مشغول فعالیت بوده است.